# 乃上桃
乃上 桃（のがみ もも、1997年2月20日 - ）は、日本の女優、モデル、タレントである。

## 出演

### テレビドラマ
2007年
- のぞき屋（テレビ東京）

2018年
- 僕らは奇跡でできている（フジテレビ）- 歯科受付役
- リーガルV（テレビ朝日）- ホストクラブの客役

- 刑事7人（テレビ朝日）- 6話秘書役
- バカボンのパパよりバカなパパ（NHK）- カフェ客役
- 隣の家族は青く見える（フジテレビ）- 妊婦役、インストラクター役

- 義母と娘のブルース（TBS）- サクラ金属会社員役レギュラー
- グッドドクター（TBS）- 看護師役レギュラー

2019年
- 磯野家の人々〜20年後のサザエさん〜(フジテレビ)
- ハル〜総合商社の女〜(テレビ東京)-居酒屋店員役
- ドクターX6〜外科医・大門未知子〜(テレビ朝日)-看護師役レギュラー
- 未解決の女スペシャル(テレビ朝日)-聞き込みされるカップル役
- 特捜9(テレビ朝日)-アロマショップ店員役
- トレース〜科捜研の男〜(フジテレビ)-2話看護師役
- ミラー・ツインズ(フジテレビ)-プロデューサー役
- 初めて恋をした日に読む話(TBSテレビ)-花恵会受付役
- 関ジャニ∞(TBSテレビ)-再現VTR保育士役
- あなたの番です(日本テレビ)-スチール 役者の新恋人役

2020年
- アンサングシンデレラ(フジテレビ木曜劇場)-救命看護師役レギュラー
- アンサング・シンデレラ 〜ANOTHER STORY〜 新任薬剤師 相原くるみ 加藤看護師役レギュラー
- トップナイフ-天才脳外科医の条件(日本テレビ)外科医看護師役

2021年
- 監察医 朝顔(フジテレビ)-14、16、17話 桜木看護師役
- ゲキカラドウ(テレビ東京) 3話 居酒屋店員役
- ヤンキー君と白杖ガール(日本テレビ) 佐々木役レギュラー

2022年
・シジュウカラ(テレビ東京)　店員役
2023年
・ケイジとケンジ時々ハンジ(テレビ朝日) 受付役
・シッコウ!!～犬と私と執行官～(テレビ朝日) 婦警役

### TV
2018年
- 世にも奇妙な物語“不倫警察”（フジテレビ）- 社員役
- 妻は怒ってます（フジテレビ）- 高橋家の妻
- 金スマ“滝沢秀明”（TBS）- 妊婦役
- 本当にあった怖い話“見えない澱”（フジテレビ）- 看護師役
- シンソウ坂上 "日航墜落ジャンボ機"(フジテレビ) 看護師役

2019年
・関ジャニQ展開(TBS) 保育士役
・世界で一番怖い答え(フジテレビ)
・痛快TV！スカッとジャパン(フジテレビ) 図書室に出るのは
2020年
・THE突破ファイル"人体ミステリー"(日本テレビ) 藤原看護師役
2021年
・世にも奇妙な物語 秋の特別編"スキップ"(フジテレビ) 看護師役
2022年
・未解決事件"松本清張と帝銀事件"(NHK) 受付役
2023年
・世界一受けたい授業(日本テレビ)

### PV
2005年
- 東和不動産
- トヨタ自動車

2007年
- 味の素 Cook Do

2008年
- 味の素 Cook Do

2009年
- 味の素 Cook Do

### ポスター
- ジェットスター

### CM
2004年
・AC日本広告機構 乳がん編
2018年
・24時間テレビ「愛は地球を救う」 「スミセイレディ」
2019年
・コカ・コーラ 「運試し編」
2023年
・チューリッヒ生命 看護師役